# Dmítrievka (Astracan)
|  | Per a altres significats, vegeu «Dmítrievka». |

Dmítrievka (en rus: Дмитриевка) és un poble de l'óblast d'Astracan, a Rússia, segons el cens del 2010 tenia 19 habitants.